# 金節 (萬曆進士)
金節（1545年—？），字持甫，廣東廣州府南海縣人，官籍，明朝政治人物。

## 生平
隆慶四年（1570年）庚午科廣東鄉試第二名舉人，萬曆五年（1577年）丁丑科會試第八十五名，登三甲第一百五十一名進士。歷官雲南副使，二十四年五月起復福建副使，二十八年九月升廣西左參政，三十年七月以前任副使時坐事调简，补云南按察司副使。

## 家族
曾祖金瓚；祖父金鳳；父金詔。母謝氏。严侍下。